# Ricardo César Taffarel
Ricardo César Taffarel (Larroque, Entre Ríos, 22 de abril de 1933-Gualeguaychú, 29 de abril de 2017) fue un productor agropecuario, dirigente de fútbol y político argentino de la Unión Cívica Radical, que se desempeñó como senador nacional por la provincia de Entre Ríos entre 2001 y 2007.

## Biografía
Nació en la ciudad de Larroque (Entre Ríos) en 1933, radicándose en Gualeguaychú a los ocho años para ser educado. Su padre, Pablo Taffarel, fue intendente de Larroque entre 1939 y 1943, elegido por el radicalismo. Tras cumplir con el servicio militar, se dedicó a la producción agropecuaria en el campo de su familia.
En política, adhirió a la Unión Cívica Radical (UCR), presidiendo la juventud radical estudiantil de Gualeguaychú y desempeñando otros cargos partidarios. Además, fue dirigente deportivo, siendo presidente de la Liga Departamental de Fútbol de Gualeguaychú y la Federación Entrerriana de Fútbol, integrando también el Consejo Federal de la Asociación del Fútbol Argentino. En las elecciones locales de 1983, fue elegido intendente de Gualeguaychú, desempeñando el cargo hasta 1987.
En las elecciones legislativas de 2001, fue elegido senador nacional por la provincia de Entre Ríos, encabezando la lista de la Alianza, con mandato hasta 2007. Fue presidente de la comisión de Asesoramiento del Mercosur; vicepresidente de la comisión de Agricultura y Ganadería; secretario de la comisión de Micro, Pequeña y Mediana Empresa; e integró como vocal las comisiones de Ciencia y Tecnología; de Defensa Nacional; de Deportes; de Ecología y Desarrollo Humano; de Libertad de Expresión; de Fiscalización de los Organismos y Actividades de Inteligencia; y la comisión parlamentaria conjunta del Mercosur. En 2003 presentó un proyecto de ley para volver a crear una Junta Nacional de Granos.
Falleció en abril de 2017 en Gualeguaychú, a los 84 años.